# El Banco de Arena
El Banco de Arena är en ort i Mexiko.   Den ligger i kommunen Ocozocoautla de Espinosa och delstaten Chiapas, i den sydöstra delen av landet, 700 km öster om huvudstaden Mexico City. El Banco de Arena ligger 205 meter över havet och antalet invånare är 134. Den ligger vid sjön Presa Nezahualcoyotl.
Terrängen runt El Banco de Arena är huvudsakligen kuperad, men åt nordväst är den platt. El Banco de Arena ligger nere i en dal. Runt El Banco de Arena är det ganska glesbefolkat, med 40 invånare per kvadratkilometer. Närmaste större samhälle är Tecpatán, 17,8 km nordost om El Banco de Arena. 